# Coveniella poecilophlebia
Coveniella es un género monotípico de helechos perteneciente a la familia  Dryopteridaceae. Su única especie: Coveniella poecilophlebia, es originaria de la isla Dunk, NE de Australia.

## Taxonomía
Coveniella poecilophlebia fue descrita por (Hook.) Tindale y publicado en Gardens' Bulletin, Straits Settlements 39(2): 169. 1986.
Sinonimia
- Dryopteris poecilophlebia (Hook.) C. Chr.
- Polypodium poecilophlebium Hook.[2]